# 土卫二海洋宜居性测试
西奥号(THEO)-"土卫二海洋宜居性探测"是一项通过新疆界级轨道探测器任务，直接取样土卫二南极水柱，以研究其内部宜居性并寻找生命印迹的可行性研究，具体来说，它将会直接采集到来自地下海洋的样本。

## 任务概念

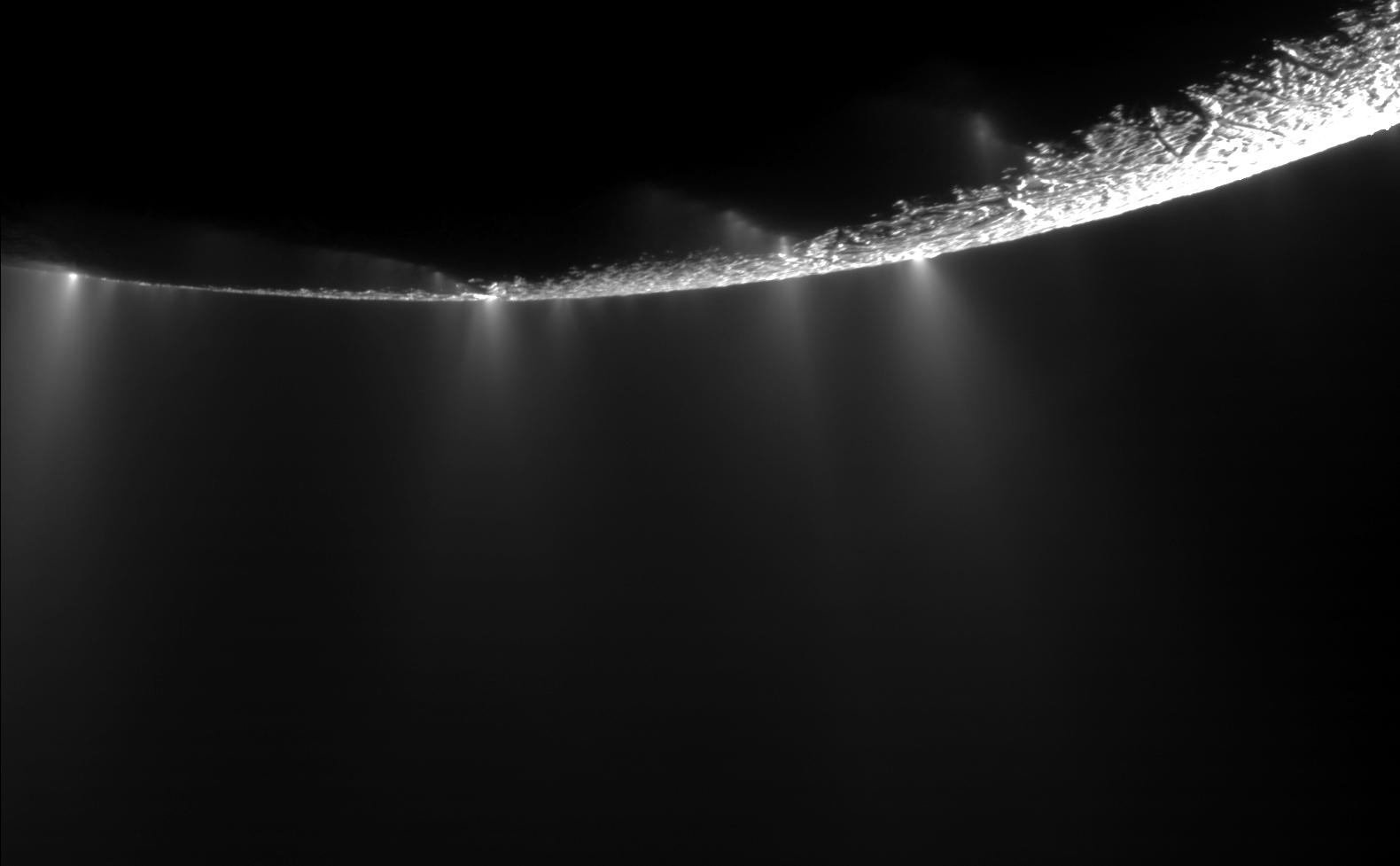
土卫二南极-众多来自沿虎皮条纹特征区分布的间歇喷流。

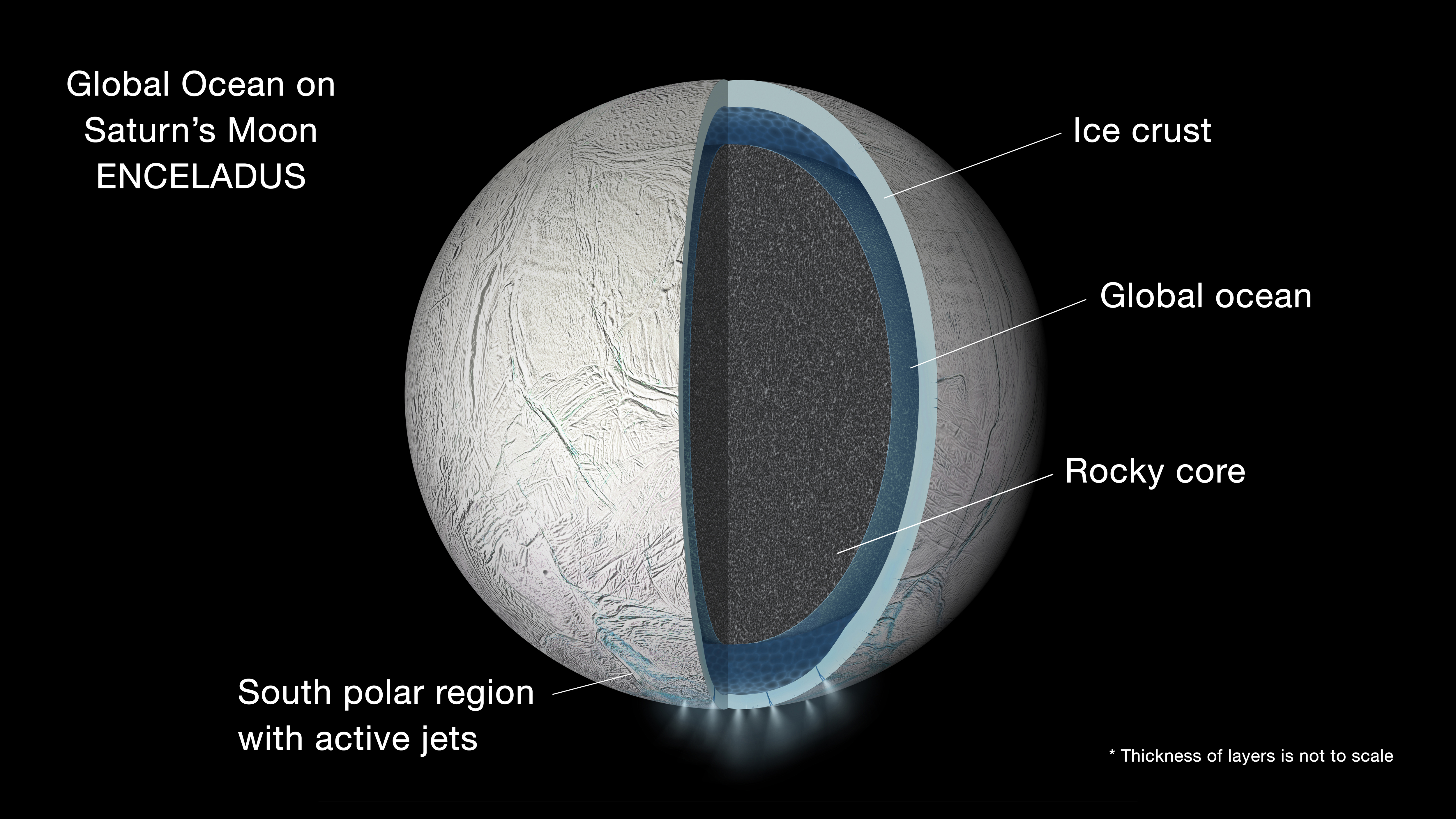
土卫二上可能存在的喷发热液想象图。

从土卫二南极地区喷射出的水冰羽流，为低成本寻找地外生命和宜居环境任务提供了一个独特的机会。西奥号任务将进一步帮助我们了解太阳系生命和行星宜居性，以解答：（i）更冷、更暗太阳环境下生命的极限；（ii）热液变化对生命起源的重要性以及（iii）太阳系中可能作为生命先驱的分子分布等疑问。
“卡西尼”任务的数据表明，这种羽流来源于该卫星冰壳下的液体储层，
含有有机物、盐和水-岩交互作用衍生物。因此，土卫二地下海洋中存在有我们所知的生命要素。
西奥号任务将主要聚焦于土卫二是否宜居，它不会直接寻找生命形式，而是寻找某些丰度更高的分子、有机化合物比率或氨基酸链，这些都可能是揭示生命存在的生物印迹。

## 任务设计
通过一次金星和两次地球的重力助推，提奥号探测器将获得所需的轨道动能。而在进入土卫二轨道前，西奥将飞越土星的卫星土卫六、土卫五、土卫四、土卫三和土卫二以降低它的速度.。它将从三个轨道高度采集数据（500公里、100公里和30公里），每一个都代表一个独立的任务阶段。在为期六个月任务中，预计将环轨道考察600多圈。任务结束时，根据行星保护协定，该轨道飞行器将被送入撞击轨道，抵达土卫三，在那里它将会撞毁。

## 科学载荷
该任务概念包括遥感和现场分析，包括：
- 一台质谱仪 (SWAMP)
- 亚毫米辐射计-光谱仪 (WAVES)
- 一架照相机(DRIPS)
- 一台磁强计 (OSMOSIS)
- 多普勒跟踪设备(GEISER)

选择这些仪器（总质量≈80千克）是为解决在卫星地质活动背景下以弄清土卫二地下海洋宜居性的四个关键问题：
1. 羽流与海洋是怎样关联的?
2. 海洋的非生物环境是否具有宜居性?
3. 海洋环境是否稳定?
4. 有生物作用证据吗?

## 另请参阅
- 生命起源
- 天体生物学
- 土卫二探测器 (EnEx)
- 土卫二生命发现者 (ELF)
- 土卫二生命印迹和宜居性探索 (ELSAH)
- 欧罗巴快船
- 土卫二和土卫六探测器 (E2T)
- 土卫二和土卫六之旅 (JET)
- 土卫二生命调查 (LIFE)